# エキサイター (バンド)
エキサイター (EXCITER) は、カナダ出身のヘヴィメタル・バンド。
同国を代表する、スピードメタルの元祖的グループとして知られる。2014年、約30年ぶりにオリジナル・ラインナップが復活した。

## 概要・略歴

### トリオ時代（1978年 - 1987年）
1978年、首都オタワでダン・ビーラー(Vo/Ds)、ジョン・リッチ(G)、アラン・ジョンソン(B)によるトリオ編成のロックバンド「Hell Razor」を結成。1980年に「EXCITER（エキサイター)」と改名する。
当時新鋭の音楽プロデューサーだったマイク・ヴァーニー（シュラプネル・レコーズ代表）への売り込みに成功し、1983年に1stアルバム『Heavy Metal Maniac』でデビュー。
その後「メガフォース・レコード」「コンバット・レコード」「ミュージック・フォー・ネイションズ」といった新興レーベルをアルバム毎に渡り歩き、ギリギリの状態で実績を積んでいく。
1985年、EP『Feel the Knife』の発表を最後にジョンが脱退。翌年、新メンバーが加入して4thアルバム『Unveiling the Wicked』をリリース。

### 4人編成時代（1988年 - 2013年）

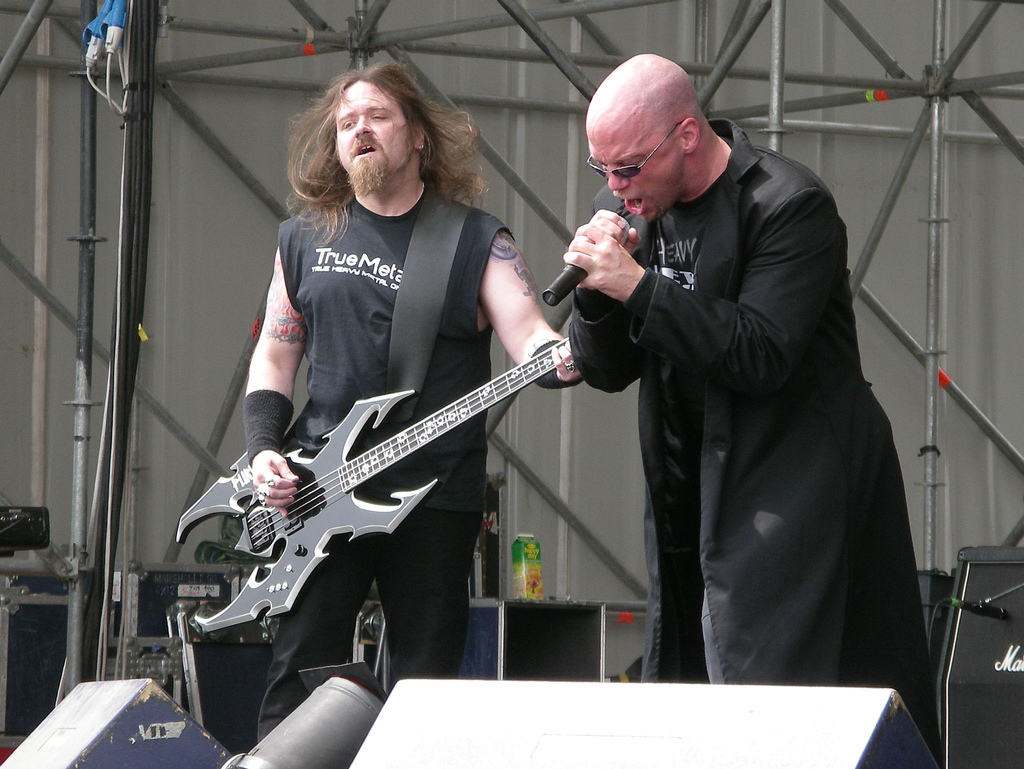
イタリア・トラダーテ公演 (2005年6月)

1988年、ボーカル兼任していたダンはドラム一本に専念し、専任ボーカルを入れ4人編成に移行。 セルフタイトルの5thアルバム『Exciter』で心機一転を図るが不発に終わり、アランが脱退してしまう。残されたダンは、活動をしばらく休止する。
1991年、新たなメンバー編成で活動を再開し、翌1992年にはジョンが復帰。6thアルバム『KILL AFTER KILL』を発表した。トリオ編成の原点に回帰した触れ込みであったが、当時はグランジやオルタナティブ・ロックの最中であり、結果は芳しくなかった。翌年にダンが脱退し、今度はジョン1人が残される。
1996年、ジョンはバンドを再編し、再び4人編成に移行する。以降、11thアルバム『Death Machine』(2010年）まで同体制を継続した。
2013年、「True Thrash Fest 2013」にて初来日公演。

### リユニオン〜以降（2014年 - 現在）

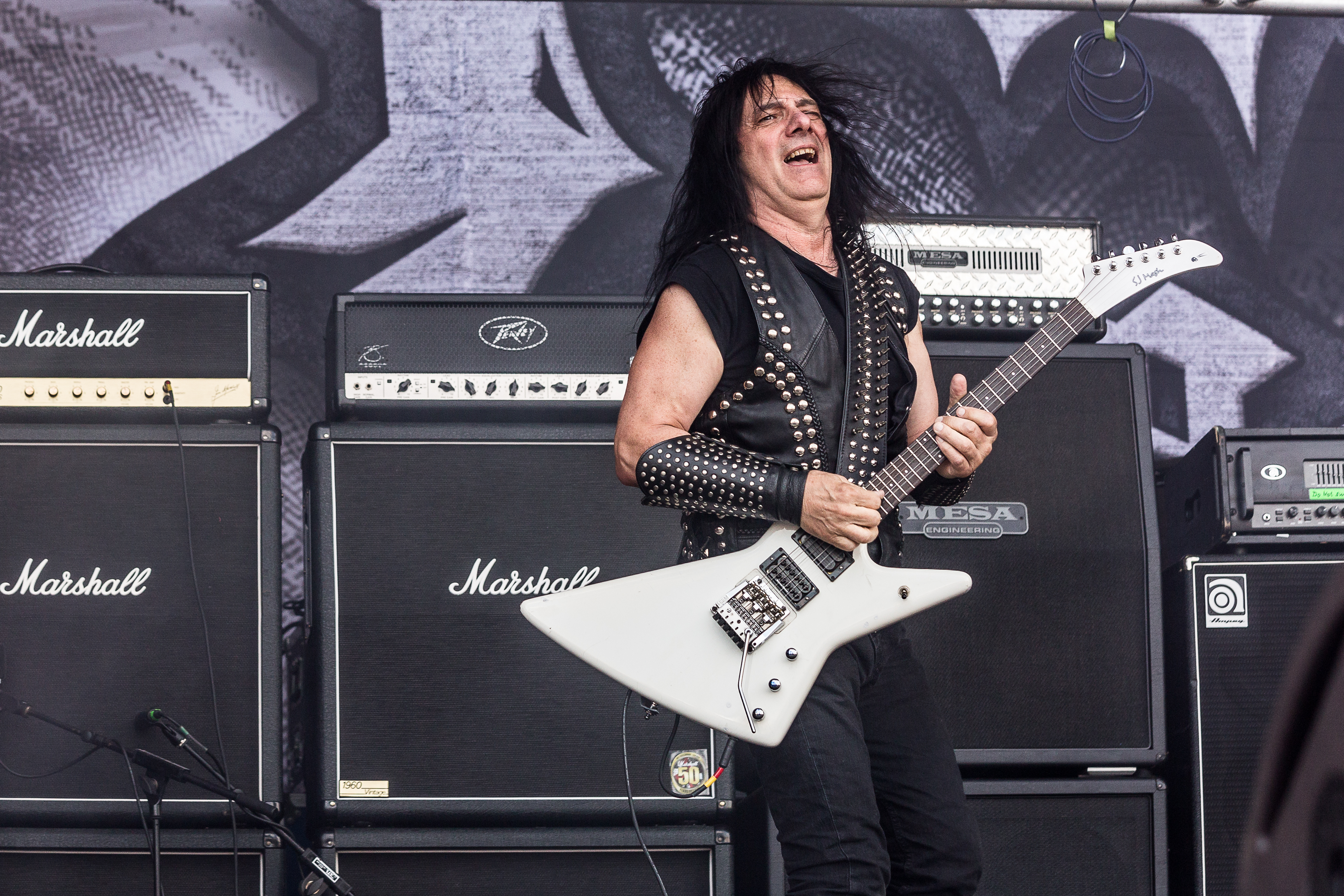
創設者ジョン・リッチ(G) 2018年

2014年、ジョンはバンドを解消し、業界からの引退をほのめかす。この件をきっかけに創設メンバー ダンとアランが復帰し、トリオ編成が復活。約30年ぶりに、オリジナル・ラインナップのライブ活動を再開した。翌2015年、「True Thrash Fest 2015」にて早くも来日公演が実現。
2017年、新作に向けての制作を公表し、翌2018年に新アルバムのリリースを構想していたが、同年にジョンが脱退し延期となる。後任にダニエル・ディケイが加入。
2019年、ライブイベント『JAPANESE ASSAULT FEST 19』の出演にて来日。

## スタイル
1980年代初頭、まだスラッシュメタル等が確立されてない時代から、アグレッシブなスピードメタルを展開していた。創設メンバー ジョン・リッチ不在の頃は、メロディックメタルな方向に接近した時期もあったが、ジョン復帰後は原点に回帰。スラッシュメタルと遜色ないサウンドを奏でている。
またオリジナルでは、ドラマーのダン・ビーラーがリードボーカルを兼任する特異な編成を敷いている。途中から2000年代の長い期間まで専任ボーカルを置いていたが、ダンが復帰してからオリジナル・スタイルが復活した。
補足
旧譜のリリース元がバラバラなため、2000年代まで統一した再発売が難しい時期があったが、スラッシュメタル・バンド「アナイアレイター」を主宰する同郷のミュージシャン ジェフ・ウォーターズが版権を取得し、リイシューに協力した。

## メンバー
※2019年10月時点

### 現ラインナップ
- ダン・ビーラー (Dan Beehler) - ボーカル/ドラムス (1978-1993, 2014- )
- アラン・ジョンソン (Allan James Johnson) - ベース (1978-1988, 2014- )
- ダニエル・ディケイ (Daniel Dekay) - ギター (2018- )

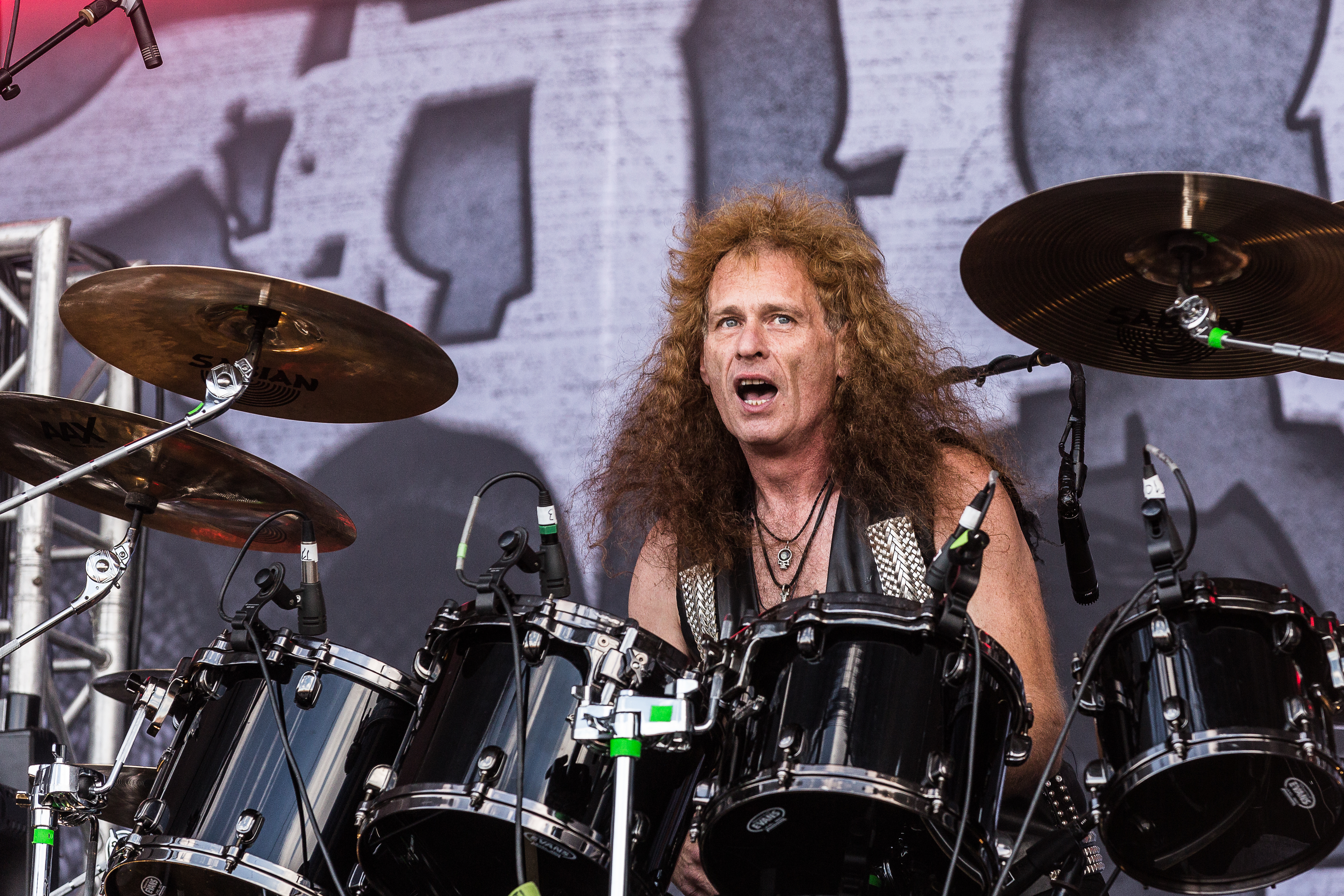
ダン・ビーラー(Vo/Ds) 2018年
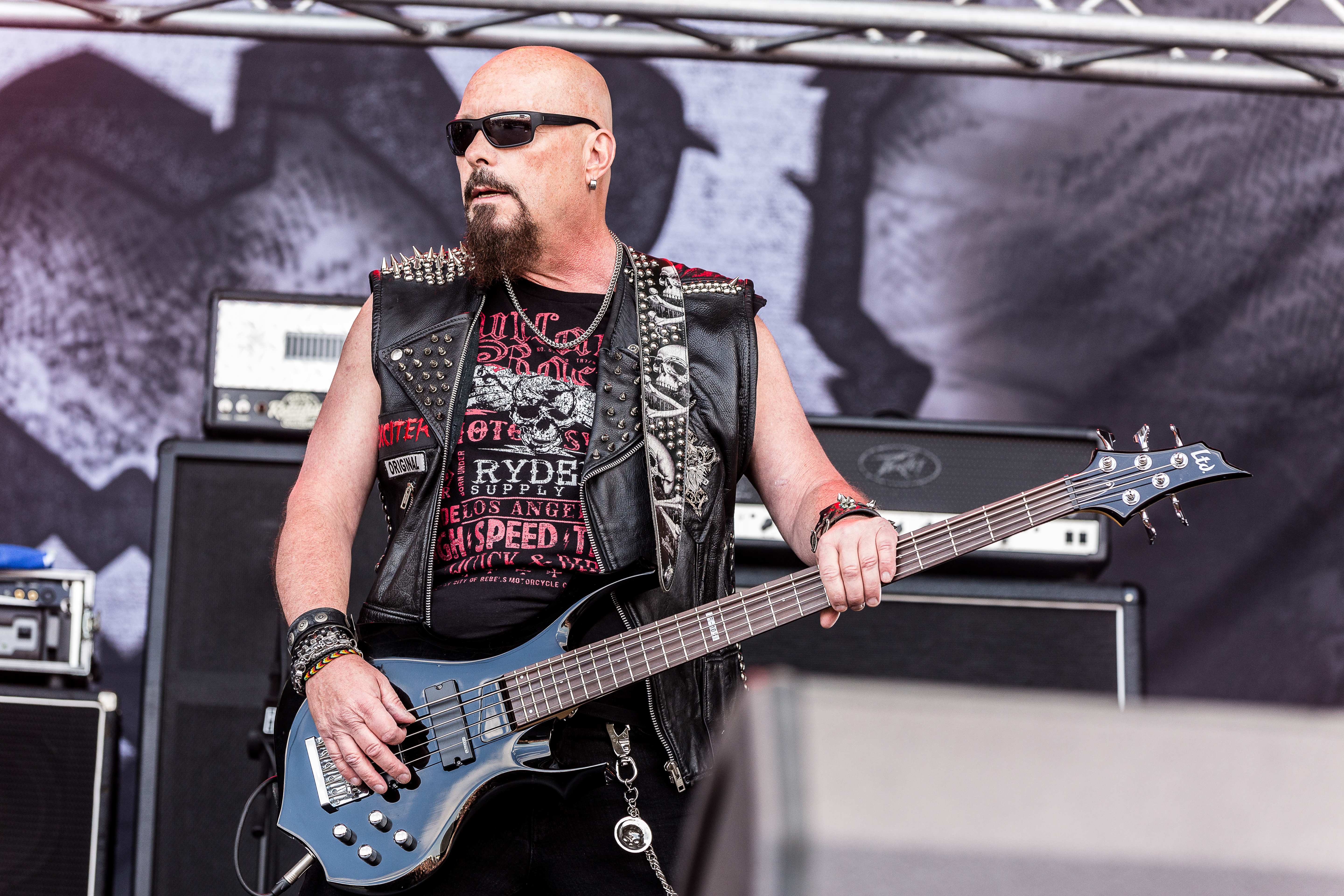
アラン・ジョンソン(B) 2018年

### 旧メンバー
- ジョン・リッチ (John Ricci) - ギター (1978-1985, 1992-2018)
- ブライアン・マクフィー (Brian McPhee) - ギター (1986-1988)
- ロブ・マルナッティ (Rob Malnati) - ボーカル (1988)
- デヴィッド・レデン (David Ledden) - ベース (1992)
- ジェフリー・マクドナルド (Jeff MacDonald) - ベース (1993)
- マーク・シャロン (Marc Charron) - ベース (1996-2002)
- ジャックス・ベランガー (Jacques Belanger) - ボーカル (1996-2001, 2003-2006)
- リチャード・シャロン (Richard "Rik" Charron) - ドラムス (1996-2014)
- ロバート・ウィリアム・デフロート (Robert William DeGroot) - ボーカル (2003)
- ポール・シャンパーニュ (Paul Champagne) - ベース (2003)
- ロバート・コーエン (Robert "Clammy" Cohen) - ベース (2004-2014)
- ケニー・ウィンター (Kenny "Metal Mouth" Winter) - ボーカル (2006-2014)

## ディスコグラフィ
オリジナル・アルバム
- Heavy Metal Maniac (1983)
- Violence & Force (1984)
- Long Live the Loud (1985)
- Unveiling the Wicked (1986)
- Exciter (O.T.T.) (1988)
- Kill After Kill (1992)
- The Dark Command (1997)
- Blood of Tyrants (2000)
- New Testament (2004)
- Thrash Speed Burn (2008)
- Death Machine (2010)

ライブ・アルバム
- Better Live Than Dead (1993)[8]

EP/ミニアルバム
- Feel the Knife (1985)